# 마르턴 더 론
마르턴 엘코 더 론(네덜란드어: Marten Elco de Roon, 1991년 3월 29일 ~)은 네덜란드의 축구 선수로, 현재 이탈리아의 아탈란타 소속이다. 포지션은 미드필더이다.